# Orientognathus
Orientognathus es un género extinto de pterosaurio basal ("ranforincoideo") que vivió a finales del Jurásico en el área de la actual China.

## Descubrimiento y denominación
El espécimen fue nombrado y descrito en 2015 por Lü Junchang, Hanyong Pu, Xu Li, Wei Xufang, Huali Chang y Martin Kundrát, con la especie tipo Orientognathus chaoyangensis. El nombre del género se deriva del término en latín oriens, en referencia a su procedencia del oriente de Asia, y el término en griego antiguo γνάθος, gnathos, "mandíbula". El nombre de la especie se refiere a haber sido encontrado en Chaoyang. El ejemplar holotipo, 41HIII-0418, fue hallado en el oeste de la provincia de Liaoning, en una capa de la Formación Tuchengzi la cual ha sido datada de la época del Titoniense del Jurásico Superior, unos 150 millones de años. Se compone de un esqueleto parcial con el cráneo.

## Descripción
Los descriptores fueron capaces de establecer algunas características distintivas. El frente sin dientes de la mandíbula inferior está ligeramente apuntado. El cuarto hueso metacarpiano tiene 38% de la longitud del húmero. El cúbito es más corto que cualquier falange del ala. La tibia es casi tan largo como el fémur. En Orientognathus los dientes son rectos y relativamente robustos y largos. El hueso pteroide del ala tiene un 21% de la longitud del húmero y tiene un extremo ensanchado. La cresta deltopectoral en el húmero no está muy desarrollada.
Orientognathus ha sido incluido en la familia Rhamphorhynchidae, y más específicamente dentro de la subfamilia Rhamphorhynchinae. Constituye el mayor Rhamphorhynchinae conocido del Jurásico Superior de China y el único pterosaurio conocido del Titoniano de ese país.